# Colin Kâzım-Richards
Colin Kazım-Richards (Leytonstone, Greater London, 26 augustus 1986), ook bekend als Colin Kâzım, Kâzım en Kâzım Kâzım, is een Engels-Turks profvoetballer die doorgaans als aanvaller speelt. In 2007 debuteerde Kâzım-Richards in het Turks voetbalelftal.

## Clubcarrière
Kazım-Richards debuteerde in het seizoen 2004/2005 in het eerste elftal van Bury, uitkomend in de Engelse Football League Two. Hij speelde vervolgens voor Brighton & Hove Albion in de League One en voor Sheffield United in de Premier League alvorens hij Engeland in de zomer van 2007 verliet en een contract tekende bij de Turkse topclub Fenerbahçe. In de tweede helft van zijn eerste seizoen in Istanboel stond Kazım steeds vaker in de basis en in de kwartfinale van de Champions League scoorde hij de belangrijke gelijkmaker in de thuiswedstrijd tegen Chelsea (2-1 winst).
In 2010 werd Kazım door Fenerbahçe een half jaar verhuurd aan het Franse Toulouse. Aan het eind van het seizoen 2009/2010 maakte hij de overstap naar aartsrivaal Galatasaray. Hij stond er drie seizoenen onder contract, waarvan hij het laatste anderhalf jaar op huurbasis speelde voor respectievelijk Olympiakos Piraeus en Blackburn Rovers. Kâzım vond in 2013 een nieuwe werkgever in Bursaspor, waarvoor hij in zijn eerste seizoen zestien opwachtingen maakte in de Turkse Süper Lig.
Bursaspor verhuurde Kazım-Richards in augustus 2014 voor een jaar aan Feyenoord, dat daarbij een optie bedong om hem na het seizoen transfervrij over te nemen. De club lichtte die optie in april 2015 en legde hem daarmee tot 2017 vast. Kazım-Richards debuteerde op zaterdag 13 september 2014 voor Feyenoord als invaller tijdens een competitiewedstrijd thuis tegen Willem II. Hij scoorde, maar kon niet voorkomen dat de club uit Tilburg met de zege aan de haal ging: 1-2.
Op 15 januari 2016 bedreigde Kazim-Richards AD-journalist Mikos Gouka. Als gevolg hiervan werd hij door trainer Giovanni van Bronckhorst uit de selectie gezet en miste hij het duel met PSV 2 dagen later. Op maandag 18 januari besloot de clubleiding van Feyenoord Kazim-Richards tot 1 februari te schorsen. Hij was tot die tijd niet welkom op de club.
Op 31 januari 2016 werd bekend dat Kazim-Richards tot de zomer van 2018 was vastgelegd door Celtic. In juni dat jaar werd hij weer verkocht, aan Coritiba. In januari 2017 werd hij vervolgens weer overgenomen door de Braziliaanse topclub Corinthians. In juli 2018 werd hij tot eind 2018 verhuurd aan het Mexicaanse Lobos BUAP, uitkomend in de Liga MX. In 2019 speelde hij voor Veracruz en ging vervolgens voor Pachuca spelen. In oktober 2020 ging hij naar Derby County.

## Interlandcarrière
De als Brit geboren Kazım-Richards kon als zoon van een vader uit Antigua en Barbuda en een moeder van Turks-Cypriotische afkomst de Turkse nationaliteit bemachtigen en speelgerechtigd worden voor het nationale elftal van Turkije. Zijn debuut hiervoor maakte hij op 5 juni 2007 tijdens een vriendschappelijke interland in en tegen Brazilië (0-0). Een jaar later behoorde hij tot de selectie voor het EK in Zwitserland en Oostenrijk. Hij speelde tijdens dat toernooi alle Turkse wedstrijden en viel op door zijn goede spel in de verloren halve finale tegen Duitsland (3-2).

## Clubstatistieken
| Seizoen | Club                   | Land                 | Competitie       | Competitie | Competitie | Competitie | Beker | Beker  | Beker | Internationaal | Internationaal | Internationaal | Totaal | Totaal | Totaal |
| Seizoen | Club                   | Land                 | Competitie       | Wed.       | Doelp.     | Ass.       | Wed.  | Doelp. | Ass.  | Wed.           | Doelp.         | Ass.           | Wed.   | Doelp. | Ass.   |
| ------- | ---------------------- | -------------------- | ---------------- | ---------- | ---------- | ---------- | ----- | ------ | ----- | -------------- | -------------- | -------------- | ------ | ------ | ------ |
| 2004/05 | Bury                   | Vlag van Engeland    | League Two       | 30         | 3          | 0          | 2     | 0      | 0     | 0              | 0              | 0              | 32     | 3      | 0      |
| 2005/06 | Brighton & Hove Albion | Vlag van Engeland    | Championship     | 42         | 6          | 0          | 2     | 0      | 0     | 0              | 0              | 0              | 44     | 6      | 0      |
| 2006/07 | Brighton & Hove Albion | Vlag van Engeland    | League One       | 1          | 0          | 0          | 0     | 0      | 0     | 0              | 0              | 0              | 1      | 0      | 0      |
| 2006/07 | Sheffield United       | Vlag van Engeland    | Premier League   | 27         | 1          | 3          | 2     | 0      | 0     | 0              | 0              | 0              | 29     | 1      | 3      |
| 2007/08 | Fenerbahçe             | Vlag van Turkije     | Süper Lig        | 28         | 0          | 3          | 5     | 1      | 1     | 10             | 1              | 0              | 43     | 2      | 4      |
| 2008/09 | Fenerbahçe             | Vlag van Turkije     | Süper Lig        | 22         | 2          | 1          | 5     | 1      | 0     | 9              | 1              | 0              | 36     | 4      | 1      |
| 2009/10 | Fenerbahçe             | Vlag van Turkije     | Süper Lig        | 11         | 3          | 0          | 1     | 0      | 0     | 7              | 2              | 2              | 16     | 4      | 2      |
| 2009/10 | → Toulouse             | Vlag van Frankrijk   | Ligue 1          | 15         | 2          | 1          | 3     | 0      | 0     | 0              | 0              | 0              | 18     | 2      | 1      |
| 2010/11 | Fenerbahçe             | Vlag van Turkije     | Süper Lig        | 5          | 0          | 0          | 1     | 0      | 0     | 1              | 0              | 0              | 6      | 0      | 0      |
| 2010/11 | Galatasaray            | Vlag van Turkije     | Süper Lig        | 13         | 3          | 7          | 4     | 2      | 1     | 0              | 0              | 0              | 17     | 5      | 8      |
| 2011/12 | Galatasaray            | Vlag van Turkije     | Süper Lig        | 18         | 2          | 2          | 0     | 0      | 0     | 0              | 0              | 0              | 18     | 2      | 2      |
| 2011/12 | → Olympiakos           | Vlag van Griekenland | Super League     | 9          | 1          | 0          | 0     | 0      | 0     | 0              | 0              | 0              | 9      | 1      | 0      |
| 2012/13 | → Blackburn Rovers     | Vlag van Engeland    | Championship     | 28         | 3          | 3          | 3     | 2      | 0     | 0              | 0              | 0              | 31     | 5      | 3      |
| 2013/14 | Bursaspor              | Vlag van Turkije     | Süper Lig        | 16         | 0          | 1          | 5     | 2      | 1     | 0              | 0              | 0              | 21     | 2      | 2      |
| 2014/15 | → Feyenoord            | Vlag van Nederland   | Eredivisie       | 29         | 12         | 5          | 1     | 0      | 0     | 7              | 1              | 3              | 35     | 13     | 8      |
| 2015/16 | Feyenoord              | Vlag van Nederland   | Eredivisie       | 11         | 1          | 0          | 1     | 0      | 0     | 0              | 0              | 0              | 12     | 1      | 0      |
| 2015/16 | Celtic                 | Vlag van Schotland   | Premiership      | 11         | 1          | 1          | 2     | 1      | 0     | 0              | 0              | 0              | 13     | 2      | 1      |
| 2016    | Coritiba               | Vlag van Brazilië    | Série A          | 21         | 3          | 3          | 4     | 0      | 1     | 0              | 0              | 0              | 25     | 3      | 4      |
| 2017    | Corinthians            | Vlag van Brazilië    | Série A          | 14         | 1          | 0          | 3     | 0      | 0     | 0              | 0              | 0              | 17     | 1      | 0      |
| 2018    | Corinthians            | Vlag van Brazilië    | Série A          | 1          | 0          | 0          | 0     | 0      | 0     | 0              | 0              | 0              | 1      | 0      | 0      |
| 2018/19 | → Lobos BUAP           | Vlag van Mexico      | Primera División | 25         | 7          | 1          | 4     | 1      | 0     | 0              | 0              | 0              | 29     | 8      | 1      |
| 2019/20 | Veracruz               | Vlag van Mexico      | Primera División | 8          | 4          | 1          | 3     | 0      | 0     | 0              | 0              | 0              | 11     | 4      | 1      |
| 2019/20 | Pachuca                | Vlag van Mexico      | Primera División | 9          | 2          | 1          | 3     | 3      | 0     | 0              | 0              | 0              | 12     | 5      | 1      |
| 2020/21 | Pachuca                | Vlag van Mexico      | Primera División | 4          | 1          | 0          | 0     | 0      | 0     | 0              | 0              | 0              | 4      | 1      | 0      |
| 2020/21 | Derby County           | Vlag van Engeland    | Championship     | 38         | 8          | 2          | 0     | 0      | 0     | 0              | 0              | 0              | 38     | 8      | 2      |
| 2021/22 | Derby County           | Vlag van Engeland    | Championship     | 23         | 3          | 1          | 2     | 1      | 0     | 0              | 0              | 0              | 25     | 4      | 1      |
| 2022/23 | Fatih Karagümrük       | Vlag van Turkije     | Süper Lig        | 14         | 0          | 1          | 2     | 1      | 1     | 0              | 0              | 0              | 16     | 1      | 2      |
| Totaal  | Totaal                 | Totaal               | Totaal           | 473        | 69         | 37         | 58    | 15     | 5     | 34             | 5              | 5              | 559    | 88     | 47     |

Bijgewerkt op 25 april 2023.

## Erelijst
Fenerbahçe
- Süper Kupa: 2009

 Olympiakos Piraeus
- Super League: 2011/12
- Beker van Griekenland: 2011/12

 Galatasaray
- Süper Kupa: 2013

 Celtic
- Scottish Premiership: 2015/16

 Corinthians
- Campeonato Brasileiro Série A: 2017
- Campeonato Paulista: 2017, 2018

## Trivia
- De Turkse naam Kazım was bedoeld als een tweede voornaam, maar geldt officieel als onderdeel van zijn achternaam. Het zou eigenlijk 'Colin-Kazım Richards' moeten zijn, maar door een fout bij het administratiekantoor werd zijn naam als 'Colin Kazım-Richards' geregistreerd.[5]